# ذاكرة ملك
ذاكرة ملك هو كتاب سيرة ذاتية للملك المغربي الراحل الحسن الثاني صدر في نسخته العربية سنة 1993 عن الشركة السعودية للأبحاث والنشر، في 194 صفحة، وهو في الأصل عبارة عن حوار أجراه الصحفي الفرنسي إريك لوران مع الملك الراحل، قُدمت خلاله أجوبة وافية عن مرحلة مفصلية من تاريخ المغرب، ويتعلق الأمر بمرحلة تصفية الاستعمار وتأسيس المغرب الحديث.
يقدم الملك الراحل الحسن الثاني من خلال ثنايا هذا الكتاب الإجابات الواضحة والشافية لأهم ما طبع حياته من أحداث سياسية أثرت على العالم، كما يرصد الكتاب النظرة التي كان يرى بها الحسن الثاني الأمور الداخلية للمغرب، في ظل تحدي بناء مغرب حديث أكثر استقرار وقوة بعد خروج الاستعمار الفرنسي، بالتوازي مع التصدي للتهديدات الخارجية.
كما رصد الكتاب كيف أدار الملك الراحل مسلسل استعادة الوحدة الترابية بسياسة متأنية مبنية على الحكمة وبعد النظر، ومحاولة تجنب الخيار العسكري ما أمكن، ليس حفاظًا على أمن المملكة وحسب، بل حرصا على ألا يعم الخراب كامل الشمال الإفريقي.

## موضوع الكتاب
نادرًا ما يتحدث زعيم بهذا الوضوح والصراحة اللذين في هذا الكتاب، أما الأكثر ندرة فهو ذلك الشمول في ثنايا كتاب يعتبر غير عادي في زمن غير عادي لرجل غير عادي. والملك الحسن الثاني في هذه الحوارات يجول بالقارئ في المغرب حيث محمد الخامس، والاستقلال، والدستور، وابن بركة، وأوفقير.. الجزائر حيث بن بلة، وبومدين، والشاذلي بن جديد.. إلى فرنسا دوغول، وديستان، وميتران.. إلى مشرق فيصل، وفهد، وعبد الناصر، والأسد، والحسين، وعرفات.. إلى غرب نيكسون، وبوش، وكيندي وقبلهم روزفلت، وتشرشيل. كتاب مشوق وممتع ومفيد ويوثق في ذات الوقت للحقيقة والتاريخ، ويجيب على تساؤلات تقربنا أكثر من شخصية الملك الحسن الثاني، وتعرفنا على جوانب يكشف عنها لأول مرة. نظرة واقعية ذات بعد عالمي، تأخذ القارئ، أياً كان توجهه، مع فلسفة تجول في رحاب الكون.

## الكاتب
وُلد الحسن الثاني بن محمد بن يوسف العلوي في القصر الملكي في الرباط بتاريخ 9 يوليو 1929، وهو ثاني ملوك المملكة المغربية بعد الإستقلال، والملك الثاني والعشرين للمغرب من سلالة العلويين الفيلاليين، تولى حكم المملكة المغربية خلفًا لوالده الملك محمد الخامس في 26 فبراير 1961 وحتى وفاته في 23 يوليو 1999. ينتمي الملك الحسن الثاني إلى السلالة العلوية التي تعود في نسبها إلى الحسن بن علي بن أبي طالب، وتحكم المغرب منذ عام 1666 ميلادية ويلقب الحاكم منهم بأمير المؤمنين. درس العلوم الإسلامية لأول مرة في قصر دار المخزن الملكي في مدينة فاس في المدرسة المولوية، ثم التحق بعد ذلك بالكلية الملكية بالرباط حيث كان التدريس باللغتين العربية والفرنسية،  في عام 1952، حصل الأمير الحسن على درجة الماجستير في القانون العام من جامعة بوردو، وخدم في وقت لاحق في البحرية الفرنسية على متن سفينة جان دارك [الإنجليزية]. كان معروفًا بحنكته ودهائه السياسي، وشغل منصب المستشار الأول لوالده الملك محمد الخامس، ويُعتبر باني المغرب الحديث.

## اقتباسات
- «إذا كان المقصود بالحداثة، القضاء على مفهوم الأسرة، وعلى روح الواجب إزاء الأسرة، والسماح بالمعاشرة الحرة بين الرجل والمرأة والإباحية عن طريق اللباس، مما يخدش مشاعر الناس.. إذا كان هذا هو المقصود بالحداثة، فإني أفضل أن يعتبر المغرب بلدا يعيش في عهد القرون الوسطى على أن يكون حديثا.»
- « لا تضيعوا وقتكم في طرح الحجج بحسن نية في مواجهة أشخاص نواياهم سيئة.»
- « في الواقع، في هذه القضية العربية-الإسرائيلية، كان حفارو القبور في القضية العربية هم العرب أنفسهم. لو كانوا قد قبلوا القسم الأول لعام 1947، لما وصلنا إلى هذه النقطة أبدا.»
- «ثانيا، لم يتم تجريدنا أبدا من شخصيتنا من قبل الأتراك، وهذا مهم جدا. وصلوا إلى وجدة ولمدة ستمائة عام ساعدناهم عشرة آلاف مرة، من خلال القتال إلى جانبهم، وإرسال قوارب من القمح لهم، من زمن أسلافي العلويين. ولكن، في كل مرة يحاولون فيها عبور الحدود، قاتلنا بعضنا البعض على الفور.»

## وصلات خارجية
- صفحة كتاب ذاكرة ملك على موقع جود ريدز